# Carnaval de Huanchaco
Carnaval de Huanchaco es un evento cultural peruano que se realiza cada año en el mes de febrero en Huanchaco, uno de los balnearios más visitados de la ciudad de Trujillo. Este carnaval es uno de los eventos más importantes de Huanchaco durante el verano, su edición número 36 formó parte del Calendario Turístico del Ministerio de Turismo del gobierno peruano.

## Historia
El carnaval de Huanchaco es una tradición que se remonta a principios de siglo XX y está inspirado en el carnaval veneciano. En las últimas ediciones las actividades del evento se realizan hasta fin de mes con presentación de corsos de carros alegóricos y fiestas. Se estima que acuden un promedio de 12 mil a 15 mil turistas cada fin de semana de verano al balneario de Huanchaco quienes pueden asistir al carnaval.

## Reinas del Carnaval
En la celebración del carnaval se coronan a las siguientes soberanas:
- Reina principal, el año 2013 fue Camila Ferrer.

- Reina infantil, en la edición 2013 fue Anamar Obando.

- Reina juvenil, fue Valeria Calderón en 2013.

- Reina madre, Mercedes Navarro fue coronada en la edición 2013.

## Actividades principales
- Corso o Pasacalle, inicia en el Estadio de Huanchaco y su recorrido es por toda la avenida La Ribera. en la edición del año 2013 se realizó el 23 de febrero.[1] Desfile de Carros Alegóricos, Concurso de disfraces en distintas categorías (Individuales, Parejas y Comparsas), Bandas de Músicos, Reinas del Carnaval Huanchaquero y Reinas Invitadas

- Fiesta de Luao se inicia con el baile y coreografía de la Reina del Carnaval y luego su coronación. La ambientación de la Fiesta es con temática Hawaiana
- Palo cilulola típica Yunza, invitación realizada por el mayordomo. Se inicia con una concentración a medio dia en La Tradicional Plazuela de Huanchaco, luego recorrido hasta el Club Huanchaco, acompañados por la Banda de Musicos. Almuerzo, juego del Palo Encebado y tumbada del Paolo Cilulo. Fin de Fiesta con Orquesta y/o DJ.

### Multimedia
- Wikimedia Commons alberga una categoría multimedia sobre Carnaval de Huanchaco.

- Datos: Q5044117